# فيكتور بورغ
فيكتور بورغ (بالنرويجية البوكمول: Victor Borg)‏ هو طبيب وكاتب وطبيب نفسي وكاتب سيناريو نرويجي، ولد في 8 أبريل 1916، وتوفي في 27 يونيو 1996.

## وصلات خارجية
- فيكتور بورغ على موقع IMDb (الإنجليزية)
- فيكتور بورغ على موقع قاعدة بيانات الأفلام السويدية (السويدية)
- فيكتور بورغ على موقع كينوبويسك (الروسية)